# Josie Ho
Josephine "Josie" Ho Chiu-yi (何超儀; nascuda el 26 de desembre de 1974) és una cantant i actriu de Hong Kong. És filla del magnat dels casinos de Macau Stanley Ho.

## Carrera d'actuació
Ha interpretat molts papers, inclòs el deinterpretar prostitutes, que contrastaven molt amb la seva pròpia educació rica com a filla d'un multimilionari. Per a la pel·lícula Exiled, Ho no va treballar amb un guió. Recordant l'experiència en una entrevista recent, va dir del director Johnnie To: "[Ell] bàsicament diu als actors què han de fer... Johnnie vol que vinguem al plató amb la ment completament neta, com un paper blanc. Això d'una manera, pot dibuixar el que vulgui sobre nosaltres." Ho va protagonitzar al costat d'Eason Chan la pel·lícula slasher dirigida per Pang Ho-cheung Dream Home.
El 2009, Ho juntament amb el seu marit Conroy Chan i Andrew Ooi, van cofundar 852 Films, una companyia de producció cinematogràfica.

## Vida personal
Ho és la filla petita de l'empresari Stanley Ho i la segona dona d'Ho, Lucina Lam. Té 3 germanes grans i 1 germà petit, Pansy, Daisy, Maisy i Lawrence, així com un nombre de germanastres i mig-germans.
El novembre de 2003, Ho es va casar amb el músic i actor Conroy Chan Chi-chung a Austràlia.
Ella atribueix a la seva germana gran Pansy el suport dels seus primers esforços per establir una carrera de cantant davant les objeccions del seu pare.

## Filmografia
| Any  | Títol                                 | Paper                               | Notes                     |
| ---- | ------------------------------------- | ----------------------------------- | ------------------------- |
| 1994 | Victory                               | Desaparició                         |                           |
| 1995 | Tragic Commitment                     | Blacky                              |                           |
| 1995 | Black Dream                           | Botiguera nua                       |                           |
| 1996 | Those Were the Days                   | Man-Sze                             |                           |
| 1996 | Lost and Found                        | Yee                                 |                           |
| 1997 | All's Well, Ends Well 1997            | La núvia estimada en secret de Kung |                           |
| 1997 | Chinese Box                           | Lilly                               |                           |
| 1998 | The End of Love Generation            |                                     |                           |
| 1998 | You Light Up My Life                  | Joyce                               |                           |
| 1998 | Anna Magdalena                        | Michelle                            |                           |
| 1999 | Slow Fade                             | Kim                                 |                           |
| 1999 | Purple Storm                          | Guan Ai                             |                           |
| 2000 | Sexy and Dangerous II                 | Nozzle                              |                           |
| 2000 | For Bad Boys Only                     | Jean                                |                           |
| 2001 | Forever and Ever                      | Fion                                |                           |
| 2001 | The Enemy                             | Wendy                               |                           |
| 2001 | The Legend of a Professional          | Jenny                               |                           |
| 2001 | City of Desire                        | Pepper                              |                           |
| 2001 | Horror Hotline... Big Head Monster    | Mavis Ho                            |                           |
| 2002 | Color of Pain                         | Ching Yin                           |                           |
| 2002 | Dead or Alive: Final                  | Jun                                 |                           |
| 2002 | Women from Mars                       | Tom's exgirlfriend                  |                           |
| 2002 | Tai Tai                               | Clara                               | Curtmetratge              |
| 2002 | Frugal Game                           | Mrs. Lai                            |                           |
| 2002 | El control de la venjança             | Ching                               |                           |
| 2003 | My Lucky Star                         | Mrs. Ma                             |                           |
| 2003 | And Also the Eclipse                  |                                     |                           |
| 2003 | The Twins Effect                      | Lila                                |                           |
| 2003 | 1:99 Shorts                           |                                     | Segment: "8"              |
| 2003 | Naked Ambition                        | Tess                                |                           |
| 2004 | Six Strong Guys                       | Eva                                 |                           |
| 2004 | Butterfly                             | Flavia                              |                           |
| 2005 | House of Fury                         | GJ                                  |                           |
| 2006 | McDull, the Alumni                    | Noia de l'oficina                   |                           |
| 2006 | Isabella                              | Dona a la tende de te               |                           |
| 2006 | The Heavenly Kings                    | Ella mateixa                        | Cameo                     |
| 2006 | Men Suddenly in Black 2               | Mrs. Turtle                         |                           |
| 2006 | Fong juk                              | Jin (esposa de Wo)                  |                           |
| 2007 | Simply Actors                         | Noia treballadora                   |                           |
| 2007 | The Drummer                           | Sina                                |                           |
| 2008 | A Decade of Love                      |                                     | Segment: "Open Rice"      |
| 2009 | Street Fighter: The Legend of Chun-Li | Cantana                             |                           |
| 2009 | LaMB                                  | Keiko Suzuki                        | Veu en anglès i cantonès  |
| 2009 | Cut Short                             | Josie                               | Curtmetratge              |
| 2009 | Murderer                              | Minnie                              |                           |
| 2009 | Poker King                            | Ms. Fong                            |                           |
| 2010 | Dream Home                            | Cheng Lai-sheung                    | També productor           |
| 2011 | Contagi                               | Germana de Li Fai                   |                           |
| 2012 | Floating City                         |                                     |                           |
| 2012 | The Courier                           | Anna                                |                           |
| 2012 | Motorway                              | Wei                                 |                           |
| 2013 | Badges of Fury                        | Cap                                 | Cameo                     |
| 2013 | Open Grave                            | Brown Eyes                          |                           |
| 2014 | The Apostles                          |                                     |                           |
| 2014 | Naked Ambition 2                      | Shodaiko Hatoyama                   |                           |
| 2014 | The Seventh Lie                       | Femme Fatale                        |                           |
| 2015 | Full Strike                           | Ng Kau-sau                          |                           |
| 2015 | In the Room                           | Orchid                              | Completed                 |
| 2016 | House of Wolves                       |                                     |                           |
| 2019 | Lucky Day                             | Mrs. Kok                            |                           |
| 2021 | El rei de la fi del món               | Madame Lim                          | També productor           |
| 2021 | Habit                                 |                                     | Post-producció, productor |
| 2021 | Two Komachis                          |                                     | Paper convidad            |
| 2022 | ONPAKU                                | Sarah                               |                           |
| TBA  | Mother Tongue                         | Josie & Mustang                     | Filming                   |

## Televisió
| Any  | Títol                         | Paper                    | Notes                                               |
| ---- | ----------------------------- | ------------------------ | --------------------------------------------------- |
| 1996 | The Criminal Investigator     |                          |                                                     |
| 1997 | Mystery Files                 |                          |                                                     |
| 1997 | Dongfang Muqin                | Shi Xiaofang (Chaoyi He) | 22 episodis 1997                                    |
| 1997 | A Road and a Will             | Yue Wing-kam             |                                                     |
| 1999 | At the Threshold of an Era    |                          |                                                     |
| 2000 | At the Threshold of an Era II |                          |                                                     |
| 2010 | The Fugitive: Plan B          | Hwai                     |                                                     |
| 2014 | Tomorrow Is Another Day       | Ting Ho-ho               | TVB Anniversary Award a la millor actriu secundària |

## Premis i nominacions

### Premis de cinema
| Any  | Treball nominat  | Premi                                         | Categoria                | Resultat   |
| ---- | ---------------- | --------------------------------------------- | ------------------------ | ---------- |
| 2011 | Dream Home       | 30a edició dels premis de cinema de Hong Kong | Millor actriu            | Nominada   |
| 2004 | Naked Ambition   | 23ns premis de cinema de Hong Kong            | Millor actriu secundària | Guanyadora |
| 2004 | Twin Effects     | 23ns premis de cinema de Hong Kong            | Millor actriu secundària | Nominada   |
| 2002 | Forever and Ever | 21ns premis de cinema de Hong Kong            | Millor actriu secundària | Nominada   |
| 2000 | Purple Storm     | 19ns Hong Kong Film Awards                    | Millor actriu secundària | Nominada   |

| Any  | Treball nominat   | Categoria                | Resultat   |
| ---- | ----------------- | ------------------------ | ---------- |
| 2005 | Butterfly/ Hu Dei | Millor actriu            | Nominada   |
| 2004 | Naked Ambition    | Millor actriu secundària | Nominada   |
| 2002 | Forever and Ever  | Millor actriu secundària | Guanyadora |
| 2000 | Purple Storm      | Millor actriu secundària | Nominada   |

| Any  | Treball nominat | Premi                                                         | Categoria               | Resultat   |
| ---- | --------------- | ------------------------------------------------------------- | ----------------------- | ---------- |
| 2018 |                 | LI Festival Internacional de Cinema Fantàstic de Catalunya    | Premi Màquina del Temps | Guanyadora |
| 2010 | Dream Home      | XLIII Festival Internacional de Cinema Fantàstic de Catalunya | Millor actriu           | Guanyadora |

| Any  | Treball nominat         | Premi                                                | Categoria                                                        | Resultat   |
| ---- | ----------------------- | ---------------------------------------------------- | ---------------------------------------------------------------- | ---------- |
| 2019 |                         | El 5è Premi Mundial de Gran Mestre                   | Premis a l'excel·lència dels grans mestres més destacats del món | Guanyadora |
| 2017 | In The Room             | 1er Premi i Festival Internacional de Cinema Profima | Millor actriu secundària suprema                                 | Guanyadora |
| 2015 |                         | La Societat de Cinematògrafs de Hong Kong            | La millor actriu encantadora                                     | Guanyadora |
| 2014 | Tomorrow is another day | The TVB Anniversary Awards                           | Millor actriu secundària                                         | Guanyadora |
| 2000 | Purple Storm            | Premis de Cinema Cavall d'Or                         | Millor actriu secundària                                         | Nominada   |